# エンリケ・ベルナルデリ
エンリケ・ベルナルデリ（Henrique Bernardelli、1857年7月15日 – 1936年4月6日）は、チリ出身のブラジルの画家である。

## 略歴
チリのバルパライソで生まれた。両親はヴァイオリン演奏家とダンサーで、兄に彫刻家になるロドルフォ・ベルナルデリ(1852-1931)がいて、弟に画家になるフェリックス(Felix Bernardelli:1866-1908)がいた。家族は1865年にブラジルのリオグランデ・ド・スル州に移り、1867年にリオデジャネイロに移った。両親はブラジル皇帝ペドロ2世の王女の教師に雇われた。
1870年にブラジル帝国美術アカデミー（Academia Imperial de Belas Artes）に入学し、ビクトル・メイレレス(Victor Meirelles)やアゴスティーニョ・ジョゼ・ダ・モタ(Agostinho José da Mota)に学んだ。1878年にブラジル国籍を得て、ヨーロッパ留学資格が得られるアカデミーの展覧会に応募するが、ロドルフォ・アモエドが選ばれた。1879年にベルナルデリは私費でローマに留学し、印象派を基本に独自のスタイルを開いたフランチェスコ・パオロ・ミケッティ(Francesco Paolo Michetti:1851–1929)やジョヴァンニ・セガンティーニ(1858-1899)らの作品から影響を受けた。
1888年にブラジルに帰国し、国内外の展覧会に参加し、1889年のパリ万国博覧会の展覧会では銅賞を受賞した。1890年のブラジル帝国美術アカデミーの美術展(Exposição Geral das Belas Artes)に出展し、1893年のシカゴ万国博覧会にも出展した。1891年に国立美術高等学校(Escola Nacional de Belas Artes)の教師となった。イタリアにはその後も何度か旅し、ローマ、ナポリ、ヴェネツィアなどを訪れた。国立美術高等学校の教師は1906年まで続け、その後は自分のスタジオで教えた。

## 作品

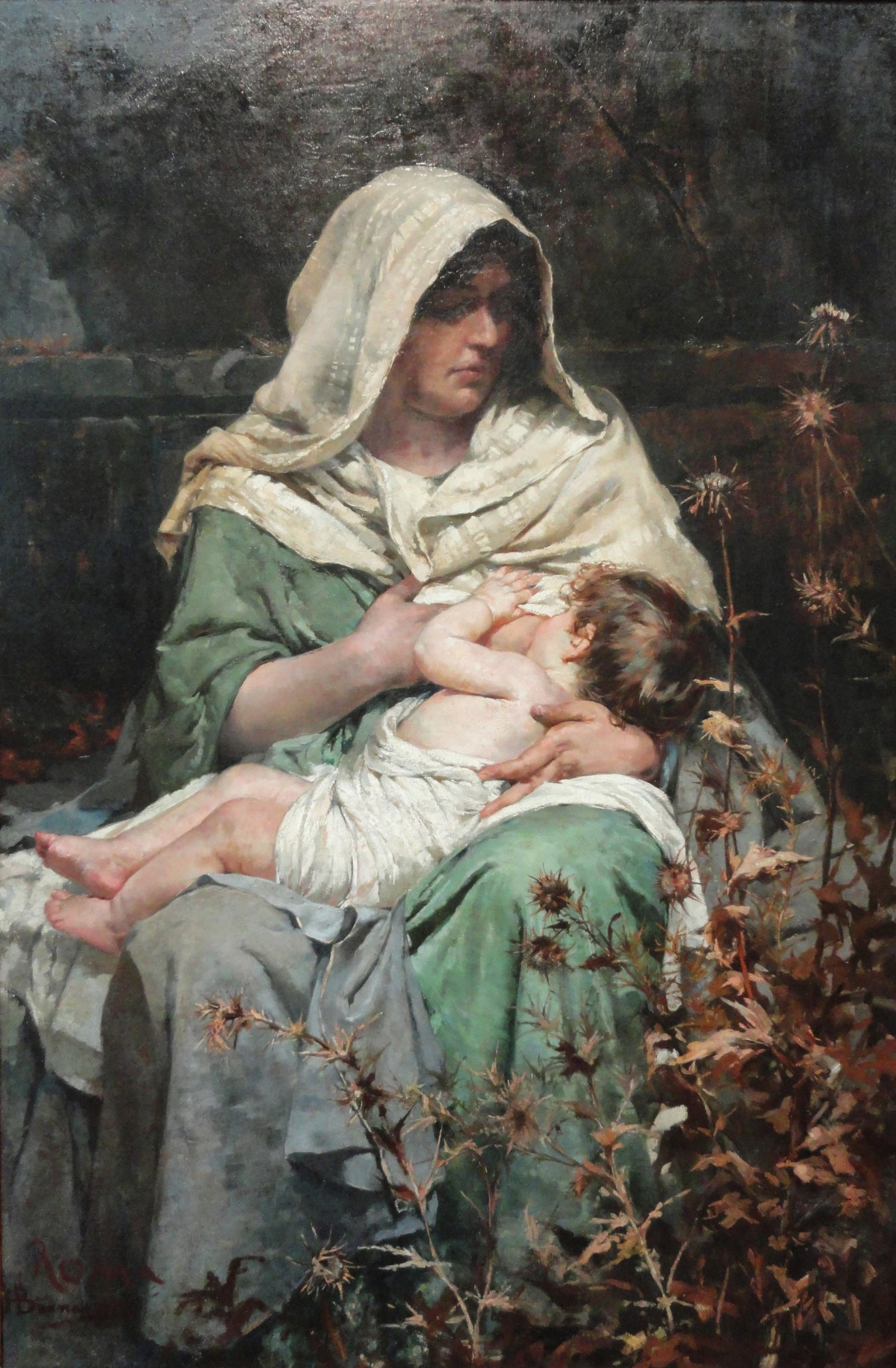
「母性」(1885)
デオドロ・ダ・フォンセカ (c.1900)
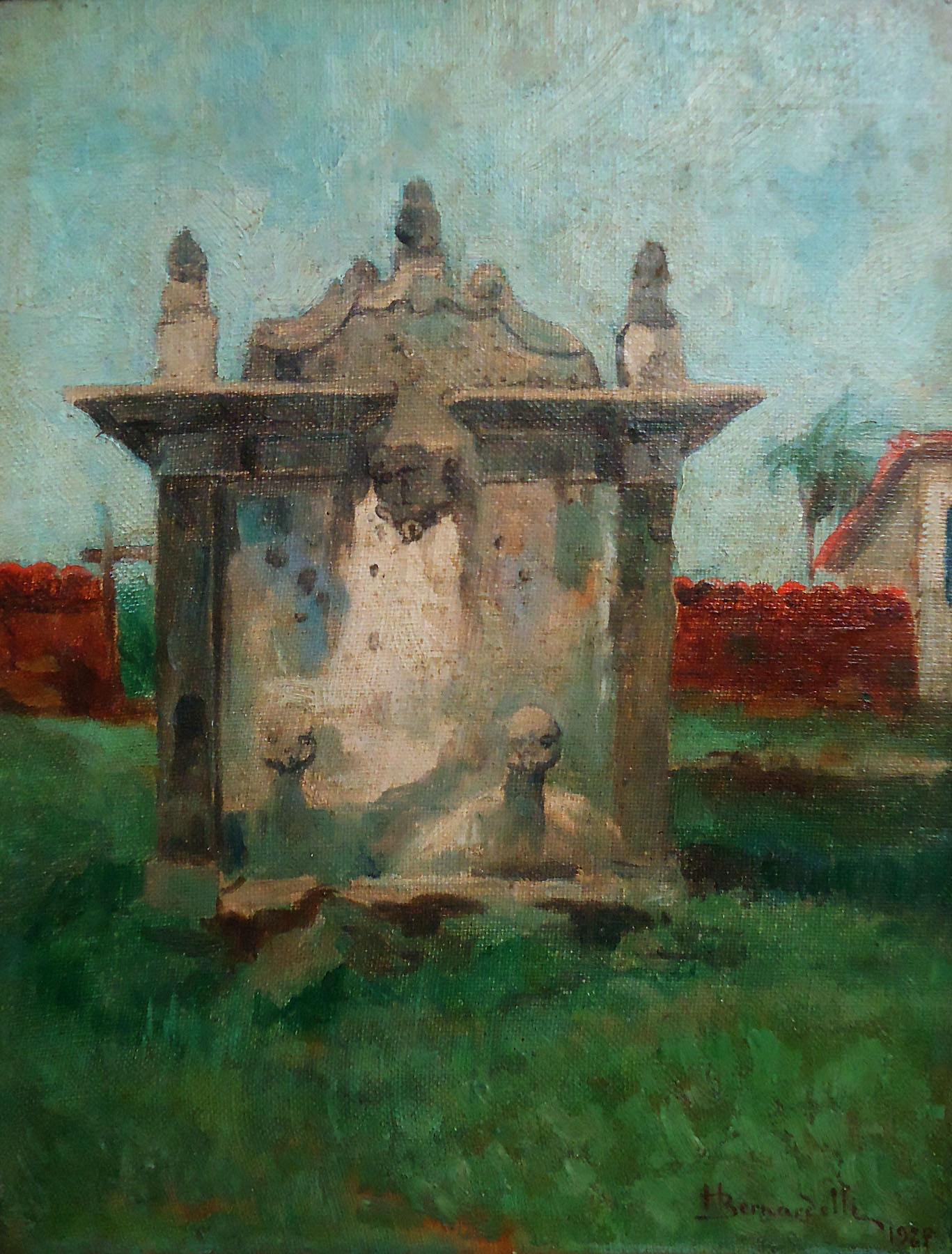
ミナスジェライスの泉
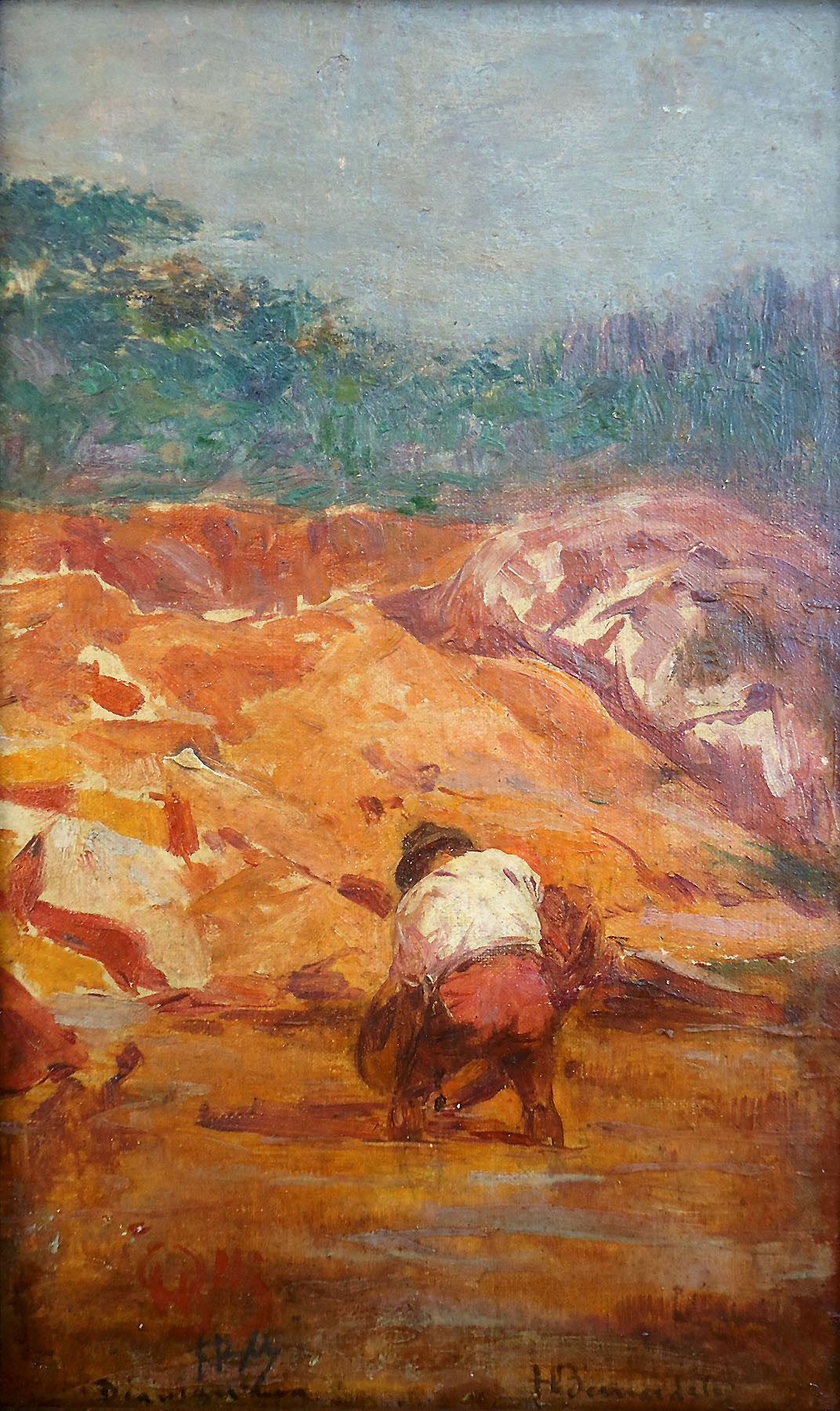
ディアマンティーナの鉱夫
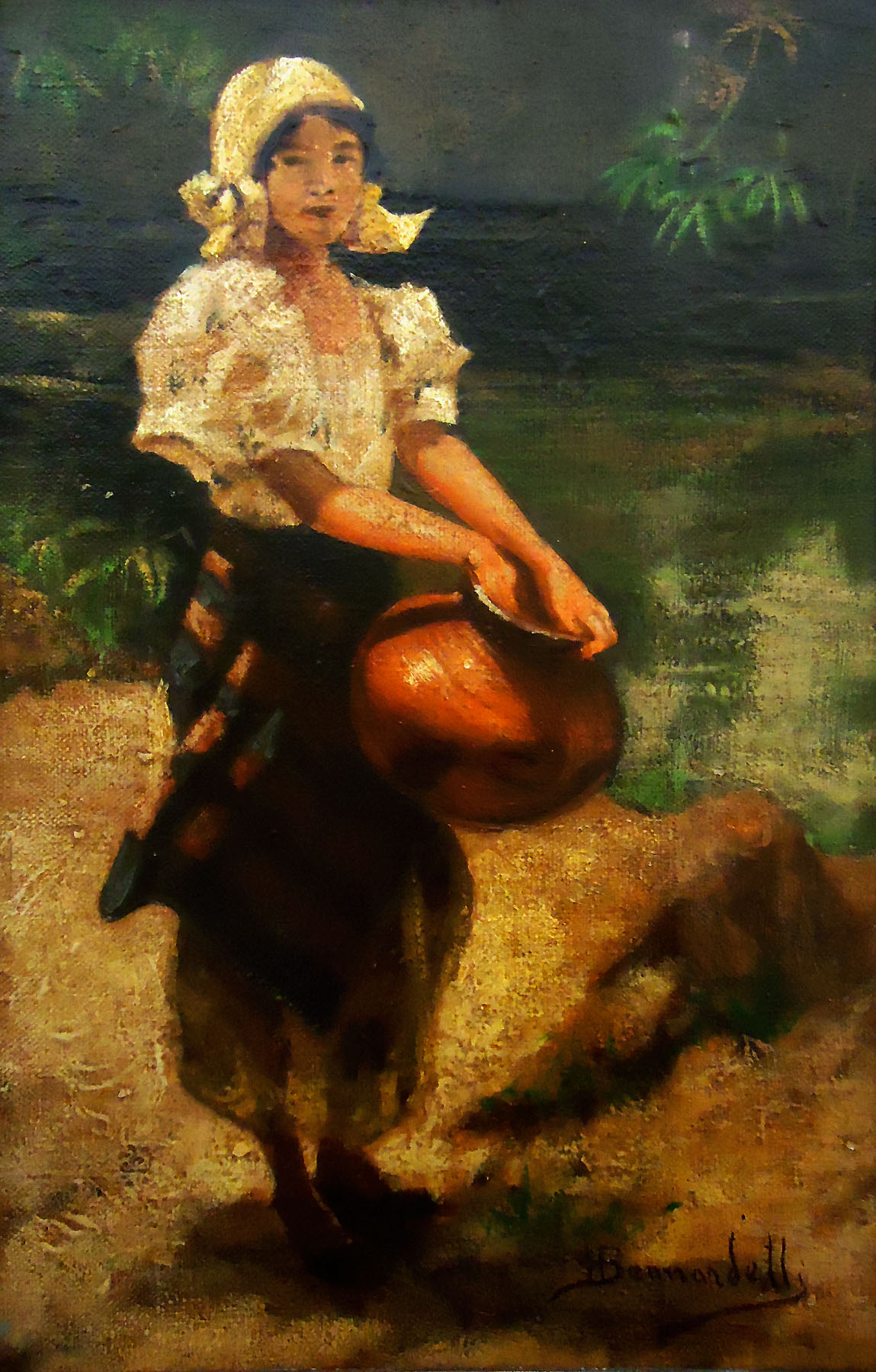
水汲みの娘